# Ordine dell'Ontario
L'Ordine dell'Ontario è un'onorificenza della provincia dell'Ontario, in Canada.

## Storia
L'Ordine è stato fondato nel 1986 dal luogotenente governatore Lincoln Alexander, su consiglio del gabinetto del Premier David Peterson. L'Ordine è amministrato dal consiglio del luogotenente governatore e ha lo scopo di onorare gli attuali o ex residenti dell'Ontario per notevoli risultati in qualsiasi campo.

## Classi
L'Ordine dispone dell'unica classe di membro.

## Struttura e assegnazione
L'Ordine è destinato a onorare tutti gli attuali o ex residenti di lungo corso dell'Ontario che abbiano dimostrato un alto livello di eccellenza individuale e risultati in qualsiasi campo, dimostrando "il meglio della società premurosa e diversificata dell'Ontario, le cui vite hanno giovato alla società in Ontario e altrove". La cittadinanza canadese non è un requisito e i membri eletti o nominati di un ente governativo non sono idonei all'assegnazione finché sono in carica. Non ci sono limiti su quanti possano appartenere all'ordine o essere investiti in una sola volta, sebbene il numero medio di nuovi membri sia pari a 24 all'anno.
Il processo di ricerca di individui qualificati inizia con la presentazione da parte del pubblico all'Honors and Awards Secretariat, che comprende il giudice capo dell'Ontario (che funge da presidente), il presidente dell'Assemblea legislativa, il segretario del gabinetto e fino a sei membri dell'Ordine dell'Ontario. Questo comitato si riunisce una o due volte l'anno per presentare le raccomandazioni selezionate al Consiglio dei ministri e collabora con tale organismo per limitare i potenziali nominati a un elenco che sarà presentato al luogotenente governatore. Poiché le nomine dell'Ordine dell'Ontario dipendono in parte dai consigli ministeriali, le registrazioni di tali procedimenti non sono rivelate al pubblico, come affermato in un procedimento giudiziario avviato nel 2002 da una persona che era stata erroneamente informata di essere stata nominata nell'ordine. Le nomine postume non sono accettate, anche se un individuo che muoia dopo che il suo nome è stato presentato all'Honors and Awards Secretariat può ancora essere nominato retroattivamente membro dell'Ordine. Il luogotenente governatore, membro ex officio e cancelliere dell'Ordine, fa tutte le nomine nell'unico grado di appartenenza alla fratellanza con un Order in Council che porta la sua firma. In seguito, i nuovi membri hanno il diritto di utilizzare il post-nominale OOnt.
All'ingresso nell'Ordine dell'Ontario ai nuovi membri vengono consegnate le insegne dell'ordine.

## Insegne
- Il distintivo principale consiste in un medaglione d'oro a forma di Trillium grandiflorum stilizzato, il fiore ufficiale della provincia. Il dritto è smaltato di bianco con bordo oro e porta al centro lo stemma dell'Ontario, il tutto sormontato da una corona di sant'Edoardo che simboleggia il ruolo del monarca canadese come fons honorum.[6] Sul retro è inciso il nome del membro e la data della sua investitura.[3] Gli uomini indossano il distintivo sospeso da un nastro al colletto, mentre le donne portano il loro su un fiocco sul petto a sinistra. I membri ricevono anche due spille che possono essere indossate durante le occasioni meno formali e un certificato ufficiale.[2]
- Il nastro è bianco con bordi rossi e all'interno sono presenti due sottili strisce gialle e una striscia verde.

Per celebrare il trentesimo anniversario della prima investitura dell'Ordine dell'Ontario, è stato creato un collare con le insegne dell'ordine e i simboli del Canada e dell'Ontario per l'uso del luogotenente governatore come cancelliere dell'Ordine dell'Ontario.